# Nowhere (음반)
| 전문가 평가          | 전문가 평가 |
| 평가 점수            | 평가 점수   |
| 출처                 | 점수        |
| -------------------- | ----------- |
| AllMusic             | [ 1 ]       |
| The A.V. Club        | A           |
| Chicago Tribune      | [ 3 ]       |
| Entertainment Weekly | B           |
| Mojo                 | [ 5 ]       |
| NME                  | 7/10        |
| Pitchfork            | 9.5/10      |
| Q                    | [ 8 ]       |
| Select               | 5/5         |
| Uncut                | 8/10        |

《Nowhere》는 1990년 10월 15일에 발매된 영국의 슈게이징 밴드 라이드의 데뷔 스튜디오 음반이다. 《롤링 스톤》은 이 음반을 "명작"이라고 불렀고, 온라인 잡지 《피치포크》는 "슈게이징의 지속적인 순간 중 하나"라고 불렀다.

## 배경 및 제작
라이드는 《Nowhere》 발매 전에 《Ride》, 《Play》, 《Fall》 세 개의 EP를 발매했다. 프로듀서 마크 워터먼과 함께 스튜디오에서 라이브로 녹음된 곳은 없었다. 워터먼은 멘붕에 걸렸고, 그 결과 앨런 몰더가 녹음을 섞었다.
밴드 멤버들은 《Nowhere》 녹음 중에 18살이나 19살이었다. 마크 가드너는 이를 "야간의 일종의 음반"이라고 표현했고, 밴드가 심야 시간에 스튜디오에서 음반 작업을 했던 것을 떠올려 불규칙한 작업 일정의 결과로 고립감을 느끼게 되었다.

## 커버 아트
커버 아트에는 스케이트보드/스노보드 사진작가 워런 볼스터가 촬영한 언스트레스트 웨이브가 특징이다. 원래의 LP 커버 아트는 밴드 이름이 상반부를 중심으로 양각 텍스트로 표시되었고 오른쪽 하단에는 양각 음반 제목이 표시되었다. 원래의 카세트와 CD 발매는 커버에 밴드 이름이나 음반 제목이 없었지만, 때때로 CD나 카세트 케이스 외부에 식별 스티커가 붙어 있었다. 2001년 CD 재발매를 위해 밴드 이름과 제목이 LP의 엠보싱 텍스트 위치에 눈에 띄게 인쇄되었다. 2011년 라이노 핸드메이드 에디션은 렌티큘러 디자인의 웨이브를 특징으로 한다.

## 발매
《Nowhere》는 1990년 10월 15일, 크리에이션 레코드에 의해 발매되었다. 이 음반은 1990년 12월, 미국에서 사이어 레코드에 의해 발매되었으며, 밴드의 Fall EP에서 수집된 세 개의 보너스 트랙이 수록되어 있다.
2001년 이그니션 레코드에 의해 재발행된 음반은 밴드의 《Today Forever》 EP의 네 곡을 보너스 트랙으로 추가했다.
2011년 2월, 라이노 핸드메이드는 1991년 4월 10일, 로스앤젤레스의 록시에서 녹음된 7개의 보너스 트랙이 포함된 리마스터드 오리지널 음반과 보너스 디스크를 포함한 20주년 기념 특별판을 발매했다. 이 세트에는 독점 사진이 담긴 40페이지 분량의 책자와 음악 평론가 짐 디로가티스의 새로운 에세이, 렌즈로 덮인 디지팩 책도 포함되어 있다.

## 곡 목록
모든 곡들은 특별한 언급이 없는 한 앤디 벨, 로즈 콜버트, 마크 가드너 그리고 스티브 퀘럴트에 의해 작사/작곡하였다.
| #  | 제목                     | 작사·작곡 | 재생 시간 |
| -- | ------------------------ | --------- | --------- |
| 1. | 〈Seagull〉              |           | 6:10      |
| 2. | 〈Kaleidoscope〉         |           | 3:00      |
| 3. | 〈In a Different Place〉 |           | 5:30      |
| 4. | 〈Polar Bear〉           |           | 4:45      |
| 5. | 〈Dreams Burn Down〉     |           | 6:04      |
| 6. | 〈Decay〉                | 가드너    | 3:35      |
| 7. | 〈Paralysed〉            |           | 5:34      |
| 8. | 〈Vapour Trail〉         |           | 4:18      |

| #   | 제목             | 작사·작곡 | 재생 시간 |
| --- | ---------------- | --------- | --------- |
| 9.  | 〈Taste〉        | 가드너    | 3:17      |
| 10. | 〈Here and Now〉 |           | 4:26      |
| 11. | 〈Nowhere〉      | 콜버트    | 5:23      |